# Coc (bacterie)

Diverse tipuri de coci cum ar fi: diplococ, stafilococ, streptococ etc.

În microbiologie, coc este un termen ce definește bacteriile care au formă sferică, prin opoziție cu cele care au formă de bastonaș, numite bacili, sau cu cele care au forme spiralate, numite spirocheți.
Denumirea provine din latinul coccus, preluat din grecescul kokkos (κόκκος) care semnifică boabă.
Din punct de vedere al modului de grupare, avem:
- diplococi: grupați câte doi
- tetracoci: câte patru
- sarcină: grupați ca niște baloți
- streptococi: în formă de lanț
- stafilococi: grupați în ciorchine.

Astfel de bacterii pot fi întâlnite atât pe sol, cât și în apă și în aer.
Caracter patogen au în special streptococii și stafilococii, care pot provoca diverse boli ca: angina streptococică, erizipelul, osteomielita.